# Bikini Island
Bikini Island es una película de suspenso erótico estadounidense de 1991 dirigida por Tony Markes y protagonizada por Holly Floria y Alicia Anne.

## Argumento
Hermosas modelos de trajes de baño se reúnen en una isla tropical remota para una gran sesión de fotos, cada una compitiendo por ser la próxima chica de portada de la revista de trajes de baño más popular. En poco tiempo, mujeres encantadores con poca ropa aparecen muertas.

## Reparto
- Holly Floria como Annie.
- Alicia Anne como Ursula.
- Jackson Robinson como Jack Denton.
- Kelly Poole como Brian Michael.
- Sherry Johnson como Anesa Cronin
- Gaston LeGaf como Pat.
- Shannon Stiles como Nikki.
- Kathleen McOsker como Tasha.
- Terry Miller como Frab.
- B. Lee Drew como Leon DeLodge.
- Paso Cyndi como Kari.
- Jim E. Jae como Fotógrafo.
- Dean Georgopoulos como Productor.
- Laura Lang como Estilista.
- Rachel Kligerman como Asistente.

## Producción
Durante el rodaje en Malibú, el especialista Jay C. Currin murió en el primer día de rodaje en septiembre de 1990 cuando una caída desde un acantilado de 55 pies salió mal y aterrizó sobre unas rocas en lugar de la bolsa de aire que se había colocado para amortiguar su caída.